# Hopfgarten (Thuringe)
Pour les articles homonymes, voir Hopfgarten.
Hopfgarten est une ancienne commune allemande du land de Thuringe, dans l’arrondissement du Pays-de-Weimar, au centre de l’Allemagne.